# Landwirtschaft in Nordkorea

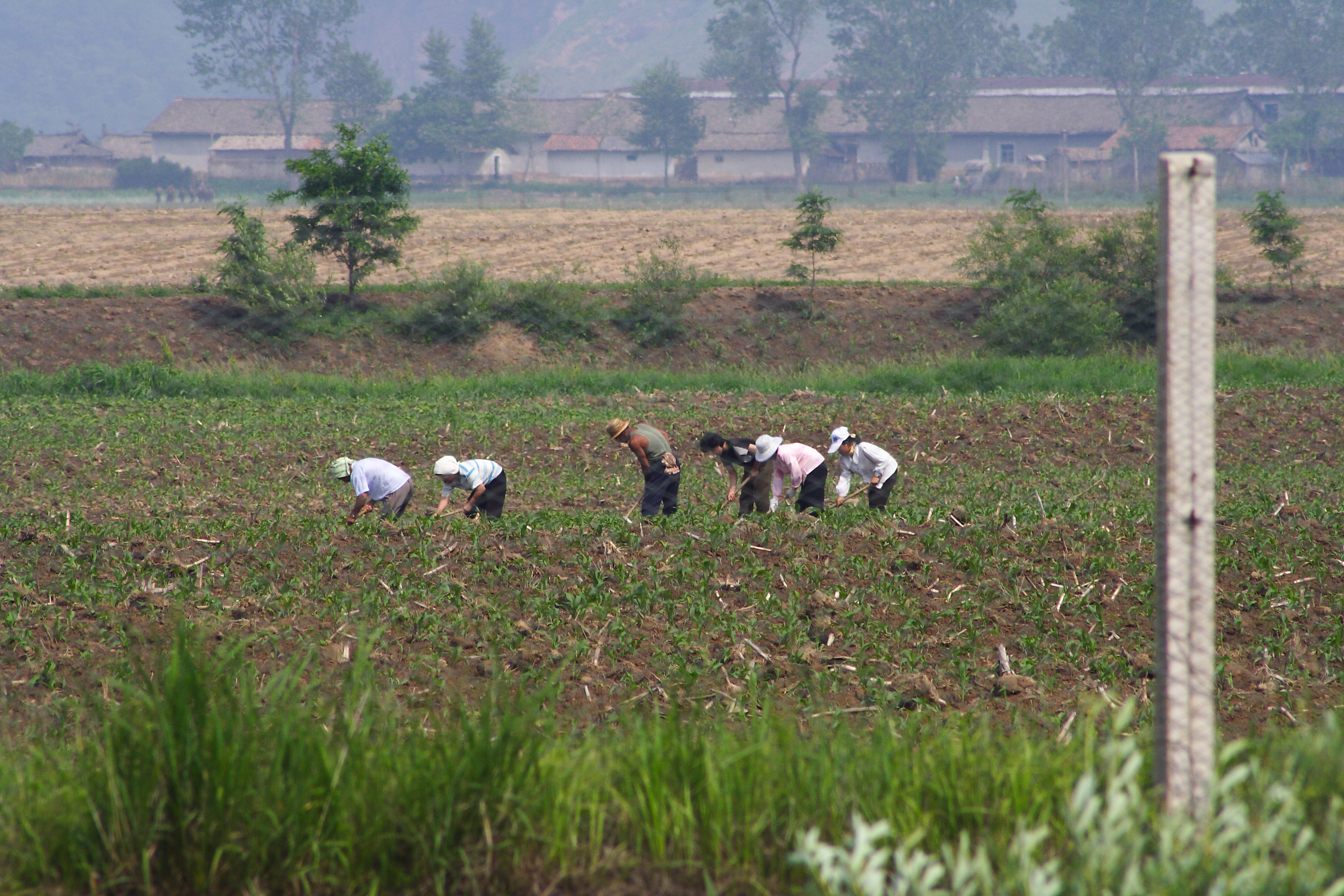
Nordkoreanische Bauern bei der Feldarbeit

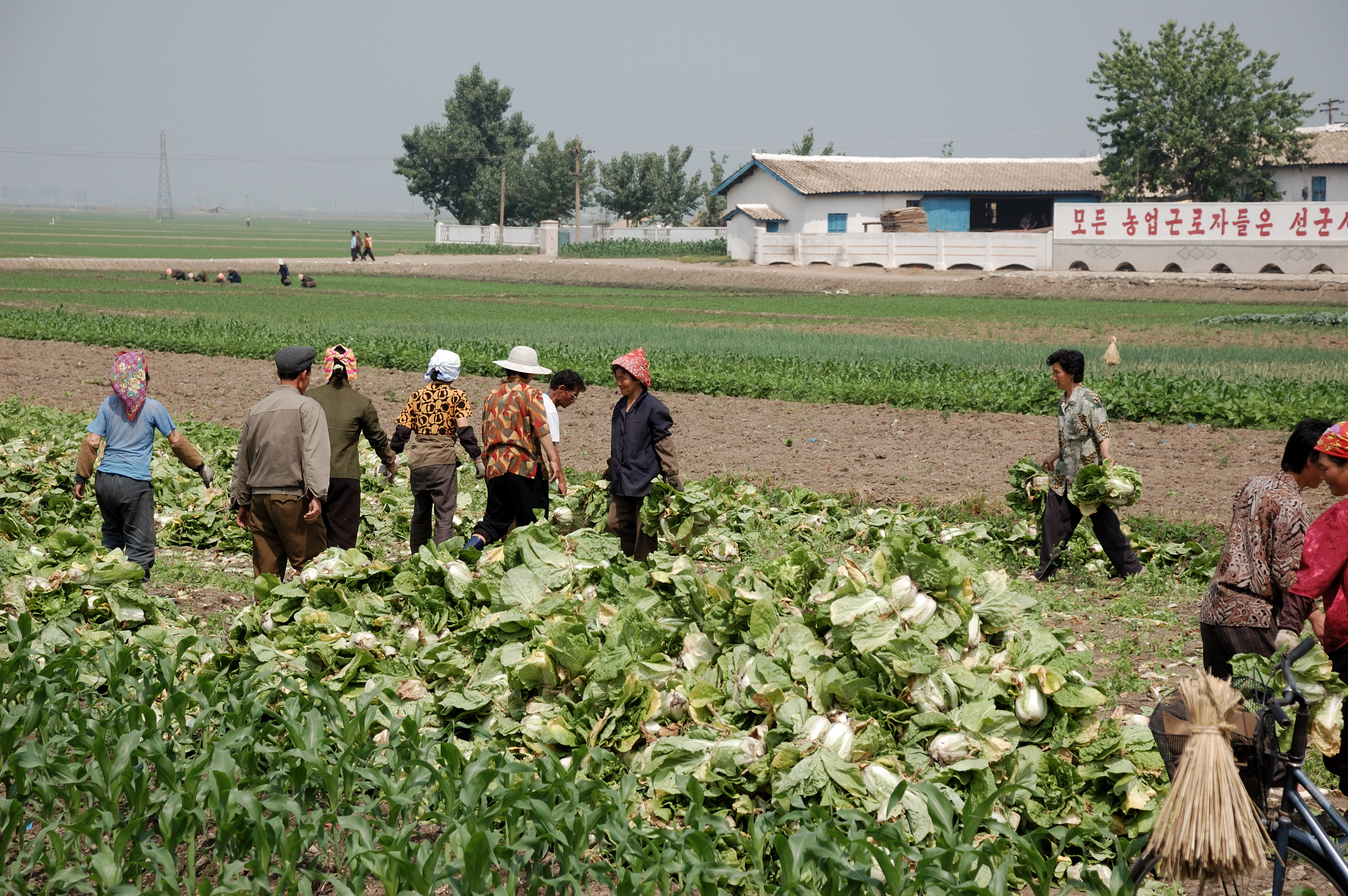
Ein nordkoreanischer Bauernhof, 2008

Die nordkoreanische Landwirtschaft steht von Natur aus vor großen Herausforderungen, zu denen neben dem gebirgigen Terrain die extremen Jahreszeiten und stark schwankenden Niederschlagsmengen zählen. Der Ackerbau wird insbesondere durch kalte Winter, die lange und heftige Regenzeit (besonders in der Landesmitte, weniger ausgeprägt im Norden) und im Frühling durch eine lange Trockenzeit erschwert. Da weite Teile des Landes aus Hügeln und Bergen bestehen, sind insgesamt nur ca. 17 % des Landes landwirtschaftlich nutzbar. Zu den landwirtschaftlichen Erzeugnissen, die in Nordkorea angebaut werden, zählen unter anderem Reis, Mais, Kartoffeln, Sojabohnen, Hülsenfrüchte, Rindfleisch, Schweinefleisch, Geflügel und Eier. In den 1990er Jahren kam es zu mehreren Ernteausfällen durch mehrere Überschwemmungen und einer Dürre, deren Folgen bis heute anhalten. Selbst in guten Jahren müssen 4 bis 20 % des lebensnotwendigen Getreides importiert werden.

## Die landwirtschaftliche Ausgangslage in Nordkorea
Der Ackerbau in Nordkorea ist auf die westlichen Provinzen Hwanghaebukdo, Hwanghaenamdo, Pyonganbukdo und Pyongannamdo konzentriert. Die intensivere Bewirtschaftung dieser Gebiete lässt sich durch die längeren Anbauzeiten, ein flaches Terrain, ausgeglichenere Regenfälle und bessere Böden erklären. In anderen Regionen Nordkoreas wird oft Ackerbau auf höher gelegenen Felder (Darakbat) betrieben, oft auch ohne Billigung der Behörden. Deshalb wird dort meist Tierhaltung und Obstanbau betrieben. Die untere Graphik stellt den Anteil der Landwirtschaft in Gebirgsregionen je nach Landkreis im Vergleich mit der Gesamtlandwirtschaft dar.

## Anbauprodukte
Die Hauptanbauprodukte in der DVRK sind Reis, Mais und Kartoffel. Während Reis neben Getreide zu den traditionellen Feldfrüchten Koreas zählt, werden in jüngster Zeit Anstrengungen unternommen, die Produktion von Mais und Kartoffeln zu steigern.

### Reisanbau

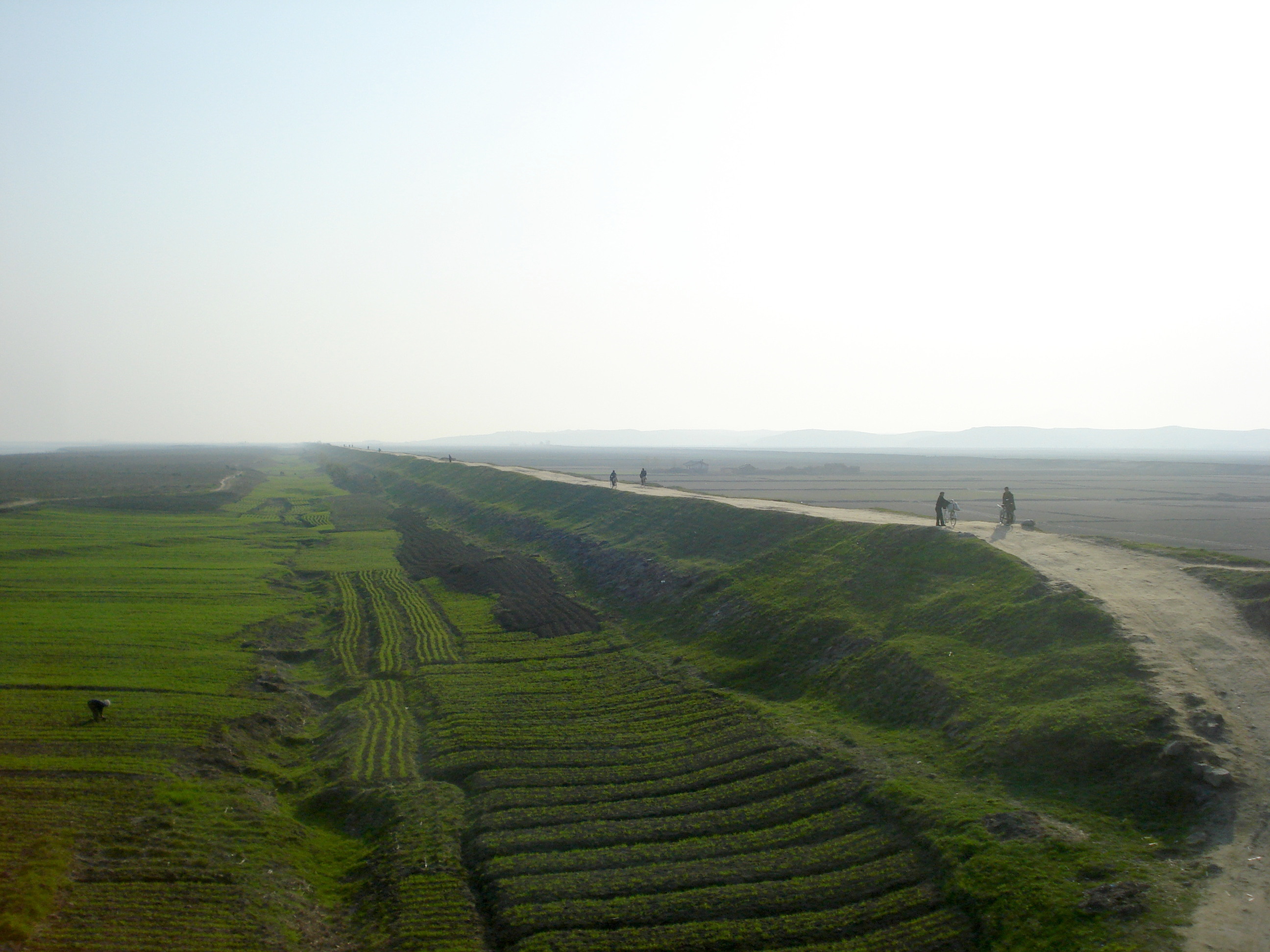
Reisanbau in Nordkorea

Der Reisanbau stellt den traditionellen Zweig des koreanischen Ackerbaus dar. Die Reisfelder in Nordkorea sind auf die westlichen Küstenebenen konzentriert, in denen das mildere Klima bessere Voraussetzungen als im Rest des Landes bietet. Da Reis in der koreanischen Küche eine wichtige Rolle spielt, wird er gewöhnlicherweise auf den besten Feldern angebaut. Die knappen Ressourcen an Düngermitteln und auch Maschinen werden hauptsächlich für den Reisanbau verwendet.

### Maisanbau
Der Maisanbau wurde in den letzten Jahren aus wirtschaftlichen Gründen vorangetrieben und spielt eine immer wichtigere Rolle für die nordkoreanische Landwirtschaft. In Nordkorea wird der Mais häufig in Gewächshäusern gepflanzt und anschließend auf Standorte ins Freiland gesetzt. Bei den Maissorten, die in Nordkorea angebaut werden, handelt es sich um sehr resistente Sorten, die harten Wintern standhalten können. Das Painted Montana Corn wurde vom amerikanischen Wissenschaftler Dave Christensen in den Jahren 2003 und 2004 nach Nordkorea eingeführt und half, die Nahrungsmittelknappheit zu überwinden. Die Maissorte war bereits vor der Entdeckung Amerikas 1492 vom Indianerstamm der Mandan angebaut worden und wächst in sehr hohen Höhenlagen, was für Nordkorea ideal ist. Der Maisanbau wie auch der Kartoffelanbau findet vorwiegend auf hügeligem Terrain statt.

### Kartoffelanbau
Ebenso wie Mais spielt auch die Kartoffel eine immer bedeutendere Rolle in der nordkoreanischen Landwirtschaft. Nach der Hungersnot in den 1990er Jahren fand die Kartoffelrevolution statt, mit der der Anbau von Kartoffeln forciert wurde. Der Grund für die Wahl der Kartoffel sind ihre gute Anpassungsfähigkeit und ihr hoher Nährstoffgehalt. Im Zeitlauf von zehn Jahren hat sich der Anteil des Kartoffelanbaus auf 200.000 Hektar vervielfacht und der Pro-Kopf-Verbrauch im Jahr ist von 16 Kilogramm auf 60 Kilogramm (Steigerung von 375 %) angestiegen. Eine wesentliche Rolle spielte dabei die Zusammenarbeit mit Entwicklungshilfeorganisationen. Mit Hilfe aus Finnland wurden im Jahr 2000 in der Region um die Hauptstadt Pjöngjang die Kartoffelfelder mit Zugang zu einem Bewässerungssystem angelegt. In Zusammenarbeit zwischen Nordkorea und der FAO wurden spezielle Frühkartoffelsorten angebaut, die in den südlichen und nördlichen Gebirgsregionen angebaut werden sollen. Obwohl traditionell Reis gegenüber der Kartoffel bevorzugt wurde, spielt die Kartoffel eine wichtigere Rolle auf dem Speiseplan der Nordkoreaner als noch vor wenigen Jahren. Aus den Kartoffeln werden üblicherweise Nudeln und Pfannkuchen zubereitet oder Suppen gekocht.

### Sojaanbau
Obwohl die Fläche, auf der Sojasprossen angebaut werden, von 2008 bis 2011 stetig angestiegen ist, sind die Produktionszahlen in den letzten zwei Jahren wieder rückläufig. Da Sojabohnen eine wichtige Proteinquelle darstellen, hat dies große Konsequenzen für die nordkoreanische Bevölkerung. Der Grund für den Rückgang der Sojaproduktion liegt in den künstlich niedrig gehaltenen Sojapreisen, die Bauern davor abhalten, Soja anzubauen. Mit Hilfe von FirstSteps Kanada wurden nordkoreanische Fabriken mit Maschinen versorgt, die aus Sojasprossen Sojamilch produzieren.

## Obstanbau und Viehzucht

### Obstanbau
In den letzten Jahren hat sich der Trend in Nordkorea verstärkt, Obst anzubauen. Ein bekannter Betrieb ist dabei die Taedong-Kolchose in der Nähe der Hauptstadt Pjöngjang und eine weitere in Kosan, im Osten des Landes, mit 4000 Mitarbeitern. Der Anbau von Apfelbäumen soll zum einen den Boden stabilisieren und Erdrutsche abwenden, zum anderen auch zu einem vielfältigeren Nahrungsangebot beitragen. Mittlerweile gehört Nordkorea zu den 20 Ländern mit der weltweit größten Produktion von Äpfeln (knapp hinter Deutschland und doppelt so viel wie Südkorea).

### Viehzucht
Auch die Viehzucht spielt für die nordkoreanische Landwirtschaft eine immer bedeutendere Rolle und wird vor allem in den gebirgigeren Regionen in der Mitte und im Osten des Landes betrieben. Neben Ziegenhaltung und Rinderzucht wird auch Milch produziert. Ein Beispiel für Milchproduktion ist die Farm in Kubin-Ri, welche mit Hilfe der Schweizer Hilfsorganisation agape betrieben wird.
Einen schweren Schlag stellte für die nordkoreanische Landwirtschaft der Ausbruch der Maul- und Klauenseuche 2011 dar, von der insgesamt 10.000 Tiere betroffen waren.
Nach zahlreichen Berichten gibt es in der Nähe von Konzentrationslagern Milchwirtschaftsbetriebe und Viehställe, welche von den Gefangenen betrieben werden. Die Arbeits- und Lebensbedingungen der dort arbeitenden Häftlinge werden als unmenschlich beschrieben.

## Nahrungsmittelverteilungssystem
Seit den 1950er Jahren erhielt die Mehrheit der Nordkoreaner ihre Lebensmittel durch das öffentliche Verteilungssystem (ÖVS). Das ÖVS setzt voraus, dass Bauern in Agrarregionen einen Teil ihrer Produktion an die Regierung abgeben, welche wiederum den Überschuss an die städtischen Regionen weiterleiten, wobei sie keine eigenen Nahrungsmittel anbauen können. Etwa 70 % der nordkoreanischen Bevölkerung einschließlich der gesamten Stadtbevölkerung haben auf diese Art Zugang zu Lebensmittel.
Vor den Flutkatastrophen wurde die allgemeine Bevölkerung 600–700 Gramm Reis täglich versorgt, Schwerstarbeiter, Soldaten, Sicherheitspersonal und hohe Beamte mit 700 bis 800 Gramm Reis. Im Jahr 2013 erhielt eine Person durchschnittlich 573 Gramm Cerealien pro Tag, allerdings schwankten die Zahlen je nach Alter und Beruf. Der Produktionsrückgang betraf die durch das Verteilungssystem verteilte Menge an Nahrungsmittel. Die Knappheit wurde dadurch verschlimmert, dass die nordkoreanische Regierung den Bauern weitere Sanktionen auferlegte. Als die Bauern, welche nie durch das ÖVS versorgt wurden, beauftragt wurden, ihre eigenen Nahrungsmittelrationen von 167 Kilogramm auf 107 Kilogramm zu senken, hielten die Bauern einen Großteil ihrer Produktion zurück. Flüchtlinge berichteten, dass das ÖVS die täglichen Rationen von 150 Gramm (1994) auf 30 Gramm (1997) pro Tag reduzieren musste.
Das ÖVS versorgte die Bevölkerung von April bis August 1998 (die sogenannte magere Jahreszeit) und von Mai bis September 1999 überhaupt nicht mit Nahrungsmitteln. Im Januar 1998 erklärte die nordkoreanische Regierung, dass sie keine Rationen mehr verteilen werde und sich die Haushalte selbst um die Versorgung kümmern müssen. Seit 2005 versorgte das ÖVS die Haushalte nur mit etwa der Hälfte des benötigten Energiegehalts. Seit 2008 hat sich die Situation erkennbar gebessert und von 2009 bis 2013 erhält eine Einzelperson etwa 400 Gramm pro Tag, obwohl die Rationen von Mai bis September 2011 auf 200 Gramm pro Tag fielen.
Es wird geschätzt, dass in den frühen 2000ern eine durchschnittliche nordkoreanische Familie 80 % ihres Einkommens aus illegalen Nebeneinkünften bezog. Ab 2002 und 2010 wurden der private Verkauf und Märkte gesetzlich legalisiert. 2013 wurden Märkte in den Städten alle zehn Tage abgehalten. Die Märkte spielen eine immer wichtigere Rolle bei der Nahrungsmittelbeschaffung.

## Landwirtschaftsstruktur und Landwirtschaftspolitik in Nordkorea

### Rechtliche Grundlagen und Betriebsformen
Die nordkoreanische Landwirtschaft ist ähnlich wie in der früheren UdSSR oder DDR in Form von staatlichen Kooperativen (Kolchosen) organisiert und orientiert sich dabei an der nordkoreanischen Chuch’e-Ideologie. Die nordkoreanische Verfassung definiert die nordkoreanische Wirtschaft als Planwirtschaft und schränkt den Privatbesitz an den Produktionsmitteln stark ein. Bereits in den späten 1940er Jahren wurden in Nordkorea massive Landreformen durchgeführt und vorhandener Privatbesitz kollektiviert. Im Gesetz über die Verfügung von Grundbesitz wird das Land als Besitz des Staates bezeichnet. In der offiziellen Übersetzung heißt es dazu „The land belongs to the entire people. The state may own land without limit.“ Der Staat hat darüber hinaus die Aufgabe, das sozialistische Landwirtschaftsmodell und die Kooperativen zu beschützen. Das von der Verfassung geforderte Primat des Staates im Bereich der Landwirtschaft stimmt allerdings mit der Realität nicht mehr vollkommen überein. Seit den Reformen der letzten Jahre werden verstärkt Gemüse und Obst in Kleingärten angebaut und in Märkten verkauft. Einige Bauern besitzen auch Privatfelder neben den Kollektivfeldern, auf denen sie für den Eigenbedarf und Verkauf anbauen. Die nordkoreanischen Bauern, die üblicherweise stark durch die Vorgaben der zentralen Planungsbehörden beeinflusst waren, erhielten mehr Freiheiten und können ab 2012 Überschüsse (30–40 %) auf Märkten verkaufen. Teilweise leisten dabei auch Hilfsorganisationen der lokalen Bevölkerung Unterstützung und beraten sie dabei, wie man effizient im eigenen Garten Gemüse anbauen kann.

### Gründe für die landwirtschaftliche Stagnation und Gegenmaßnahmen der Regierung
Die nordkoreanische Landwirtschaft war vor dem Zerfall der Sowjetunion stark mechanisiert und besaß einen sehr hohen Autarkiegrad. Doch bereits in den 1980er Jahren gab es erste Anzeichen von wirtschaftlicher Stagnation und einer verringerten Produktivität. Nach dem Zusammenbruch der Sowjetunion brach zusätzlich die Kohle- und Energieversorgung weg, was die Landwirtschaft buchstäblich zu einem Stillstand brachte. Die folgende Tabelle veranschaulicht die landwirtschaftliche Entwicklung in Nordkorea.
| Ackerbauproduktion Jahr | Bedarf [100 mt] | Ertrag [100 mt] | Ergebnis [Prozent] |
| ----------------------- | --------------- | --------------- | ------------------ |
| 1984                    | 5303            | 5600            | 105,6 %            |
| 1988                    | 5629            | 5210            | 92,6 %             |
| 1992                    | 5894            | 3898            | 66 %               |
| 1996                    | 6061            | 2447            | 40,4 %             |
| 1998                    | 6311            | 3138            | 49,7 %             |

Die nordkoreanische Führung konzentrierte sich daher auf die Ziele Wechselfeldanbau und Produktionssteigerung. Aufgrund der Hungersnot experimentierte die nordkoreanische Führung mit neuen Anbaumethoden und Feldfrüchten. Im Zuge dessen wurden verstärkt Mais und Kartoffeln in Nordkorea angebaut. Im Zuge der Verbesserung der landwirtschaftlichen Situation wurde auch die doppelte Feldbewirtschaftung abgeschafft (Anpflanzung im Sommer und Winter), was die Qualität der Böden verbessert. Die nordkoreanische Regierung hat vor kurzem die so genannte 6.28 Politik eingeführt, mit welcher den Bauern mehr Freiheiten eingeräumt wurde. Nach einigen Berichten können die Bauern nun 30 % der Erträge frei auf den Märkten verkaufen. Sollten darüber hinaus weitere Überschüsse verzeichnet werden, können die Bauern darüber frei verfügen. Zudem wurde die Größe der Arbeitseinheiten in der Landwirtschaft verkleinert.

### Landwirtschaftliche Sonderentwicklungszonen
Nordkorea hat seit einigen Jahren damit begonnen, neben industriellen Sonderentwicklungszonen in Kaesong und Rason und seit 2013 auch landwirtschaftliche Sonderentwicklungszonen aufzubauen.
Zu diesen zählen die landwirtschaftlichen Sonderentwicklungszonen Pukchong und Orang. In Pukchong liegt der Schwerpunkt auf Apfelanbau, während in Orang Ackerbau und Fischerei betrieben werden. Im Gegensatz zum Rest Nordkoreas ist es in beiden Sonderwirtschaftszonen für private ausländische Firmen möglich, zu investieren. Allerdings müssen diese Investitionen in Zusammenarbeit mit dem nordkoreanischen Staat getätigt werden. Das Ziel ist dabei, ausländisches Kapital anzulocken und Zugang zu moderner Technologie zu erhalten. Der geographische Schwerpunkt der Sonderzonen liegt dabei im Dreiländereck Russland, Nordkorea und China.

### Zusammenarbeit mit ausländischen Hilfsorganisationen
In den früheren 1990er Jahren hat sich die nordkoreanische Führung bemüht, das Ausmaß der Hungerkatastrophe vor der Weltöffentlichkeit und der eigenen Bevölkerung zu verschweigen. Doch als aufgrund zahlreicher Flüchtlinge die Situation in Nordkorea klarer wurde, war die nordkoreanische Regierung gezwungen, zumindest vor der Weltöffentlichkeit die gravierenden Versorgungsengpässe zuzugeben. Ab Ende der 1990er Jahre arbeiteten immer mehr internationale Organisationen in Nordkorea, denen allerdings nicht Zugang zu allen Landesteilen gewährt wurde. In vielen Fällen übernahmen die nordkoreanischen Behörden selbst die Verteilung von Nahrungsmitteln. Gegenwärtig arbeiten rund zwanzig bis dreißig Hilfsorganisationen mit oder in Nordkorea. In den letzten Jahren hat sich die Tendenz verstärkt, nicht nur Nahrungsmittel zu liefern, sondern auch Hilfe zur Selbsthilfe zu leisten. Den nordkoreanischen Bauern werden Schulungsseminare angeboten und erklärt, mit welchen Methoden die Ernteerträge gesteigert werden können. Andere Hilfsorganisationen widmen sich dagegen besonders hart getroffenen Personengruppen, wie z. B. Waisenkindern, und versorgen diese mit Grundnahrungsmitteln. Von den deutschen Organisationen sind unter anderem die Hanns-Seidel-Stiftung, die Welthungerhilfe und Brot für die Welt vertreten.

## Typische Probleme der nordkoreanischen Landwirtschaft
Die nordkoreanische Landwirtschaft ist mit einer Reihe von teils selbstverschuldeten, teils natürlichen Problemen konfrontiert. Zu den gravierendsten Problemen zählen dabei die Folgen des Klimawandels, die Abholzung und die damit verbundenen Flut- und Dürrekatastrophen, welche in regelmäßigen Abständen Nordkorea heimsuchen.

### Folgen des Klimawandels
Wie viele andere ärmere Staaten ist Nordkorea besonders hart von den Folgen des Klimawandels betroffen. Durch die Erderwärmung hat sich auch das Klima in Nordkorea erwärmt und Trockenzeiten (wie im Sommer 2014) treten immer häufiger auf und halten länger an. Ungewöhnlich starke Regenfälle während des Monsuns zerstören die Ernte und entziehen dem Boden wertvolle Mineralien. Zeitgleich kommt es immer häufiger zu Überschwemmungen.

### Abholzung

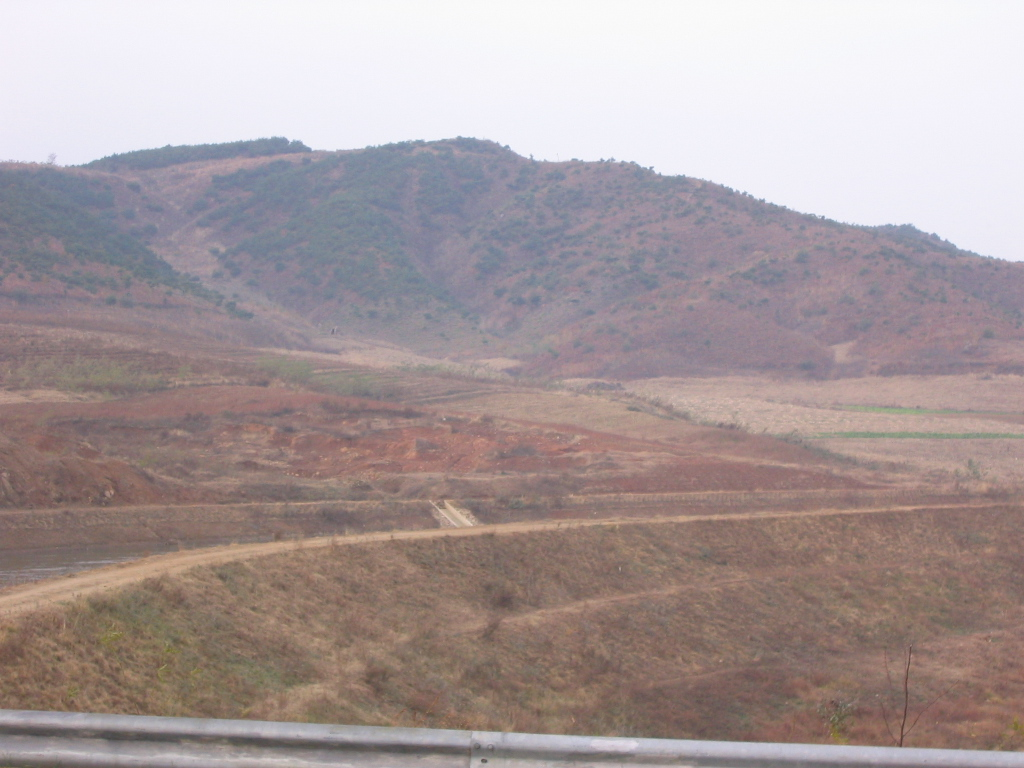
Entwaldung in Nordkorea

Neben dem Klimawandel ist auch die Abholzung weiter Landesteile an der Verschlimmerung der landwirtschaftlichen Situation in Nordkorea Schuld. Die Abholzung zahlreicher Wälder im Zuge des Rohstoffmangels nach dem Zusammenbruch der Sowjetunion hat in Nordkorea zu einer Verschlechterung der Bodenqualität geführt. Ein weiterer Grund für die Entwaldung war der Versuch, den Anteil des Ackerlandes zu erhöhen sowie der Versuch, auf Hügeln Mais anzubauen. Durch den geringen Halt der Böden gerade in gebirgigen Regionen kommt es zu verstärkter Bodenerosion. Da die nährstoffreichen Böden auf diese Art weggeschwemmt werden, kommt es zu zahlreichen Ernteausfällen und einem Verlust von wertvollen Mineralien. Darüber hinaus führt die Abholzung zu zahlreichen Überschwemmungen und Erdrutschen, wie etwa im Jahr 1996 in Hwanghaebuk-do. Eine Verbesserung der Ernte hängt daher auch mit der Aufforstungsthematik zusammen.

### Fehlende Düngemittel
Vor dem Koreakrieg gab es zahlreiche Fabriken in Nordkorea, welche Dünger produzierten. Die Produktionsrate lag bei etwa 300.000 mT. Da aufgrund der Kampfhandlungen zahlreiche Produktionsstätten zerstört worden waren, dauerte es bis in die 1970er Jahre, die Produktion auf ihr ursprüngliches Niveau zurückzuversetzen. Die Steigerung der Düngerproduktion führte zu Ernteüberschüssen. Aufgrund des Zusammenbruchs der Sowjetunion erlitt auch die Düngerproduktion aufgrund der Energieknappheit starke Rückschläge.
| Jahr                | 1970    | 1975    | 1990    | 1997    |
| Menge in Megatonnen | 300.000 | 460.000 | 850.000 | 600.000 |

Die derzeitige Düngerproduktion liegt derzeit bei der Hälfte des Bedarfs. Aufgrund der chronischen Finanzknappheit des Landes konnte Nordkorea keine Düngermittel importieren und die Verfügbarkeit von Düngemitteln wurde durch internationale Sanktionen stark eingeschränkt. Auch die südkoreanische Regierung stellte die Düngerlieferungen im Jahr 2010 ein. Aufgrund der geringen Ressourcen ist die Zusammensetzung des Düngers sehr unausgewogen. Auch wenn viele Nitrogene vorhanden sind, fehlt es häufig an Phosphaten und Kalium. Eine einseitige Nitrogenbelastung führt zu einer Verschlechterung der Bodenqualität und erhöht auch kurzfristig kaum die Quantität der Ernte.

### Geringer Mechanisierungsgrad

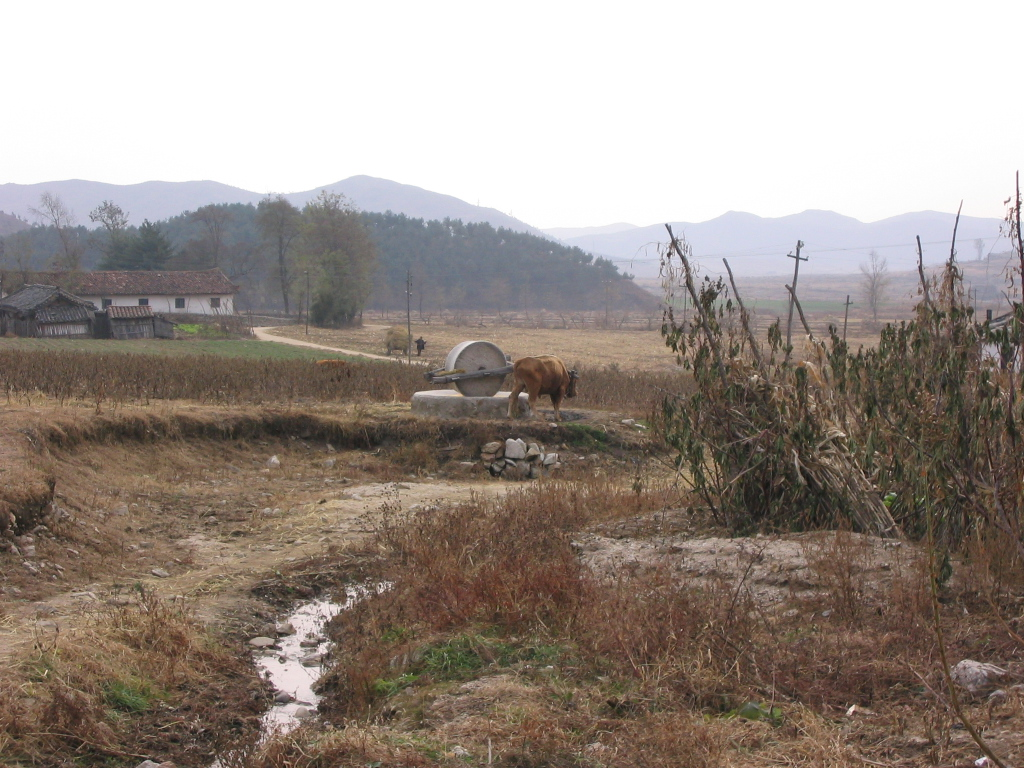
Ochsenbetriebene Mühle in Nordkorea

In den Jahren nach dem Koreakrieg war es eines der ersten Ziele der nordkoreanischen Landwirtschaftspolitik, den Mechanisierungsgrad der Landwirtschaft zu erhöhen. Tatsächlich gelang es dabei der Regierung, die Anzahl der Traktoren von 9000 im Jahr 1960 auf 75.000 Traktoren im Jahr 1997 zu erhöhen. Der Maschineneinsatz wurde den örtlichen Gegebenheiten angepasst und kleinere Maschinen für den Ackerbau im Gebirge verwendet, während die größeren Maschinen in den Küstenebenen eingesetzt wurden. Um Kosten zu sparen und Synergieeffekte zu erzielen, wurden oft Mehrzweckmaschinen verwendet. Aufgrund der anhaltenden Energieknappheit war es allerdings nicht mehr möglich, die Maschinen weiterhin zu nutzen. Zudem fehlten immer mehr Ersatzteile. Neben dem Mangel an Düngemitteln behindert daher auch die defizitäre technische Ausstattung in Nordkorea eine produktive Landwirtschaft. Die Maschinen befinden sich – ausgenommen von einigen Modellbetrieben – in sehr schlechtem Zustand. Gerade in den Gebirgsregionen, in denen der maschinelle Einsatz eine größere Rolle spielt, ist die Energieversorgung am kritischsten. Die geringe Mechanisierung wird daher durch den Einsatz von Studenten und Mitgliedern der Streitkräfte bei der Ernte kompensiert. Insgesamt sind fast über 30 % der Bevölkerung in der Landwirtschaft beschäftigt. Der größte Lieferant von Landtechnik ist das Kŭmsŏng-Traktorenwerk.

### Bewässerungssysteme
Aufgrund der extremen Schwankungen der Niederschlagsmenge spielen Bewässerungssysteme in der Phase der Trockenzeit eine wichtige Rolle für die Landwirtschaft. Die zahlreichen Pumpstationen sind allerdings sehr energieintensiv. Aufgrund der andauernden Energieknappheit in Nordkorea und der schlechten Wartung der Pumpstationen liegt die Produktivität der Bewässerungssysteme unter 50 %.

## Die jüngsten Entwicklungen innerhalb der nordkoreanischen Landwirtschaft und ihre Bewertung
Die nordkoreanische Regierung hat in den letzten Jahren versucht, die landwirtschaftlichen Rahmenbedingungen zu verbessern und die Gegebenheiten bestmöglich zu nutzen. Zu den Neuerungen zählen dabei die Bemühungen, die biologische Landwirtschaft in Nordkorea zu intensivieren. Gleichzeitig sollen für die Bauern Möglichkeiten geschaffen werden, auf privaten Feldern Privatanbau zu betreiben und Überschüsse auf Märkten zu verkaufen.

### Gewächshausfarmen
Am 10. Oktober 2022 wurde die Gewächshausfarm Ryongpho mit einer Fläche von 234 Hektar eröffnet. Die neue Gewächshausfarm Kangdong hat eine Fläche von 215 Hektar und wurde am 24. März 2024 eröffnet. Damit fördert man auch die Vertikale Landwirtschaft in Nordkorea.

### Bioanbau
Aufgrund des fehlenden Düngers gehen einige Experten davon aus, dass die nordkoreanische Wirtschaft bei geringerem Düngereinsatz und größeren Erträgen biologische Dünger verwendet und außerdem selbst produziert. Die DPRK hat seit den frühen 1990ern die Anstrengungen, Abfälle aus der Tierproduktion als Dünger zu verwenden, intensiviert. Ebenso für den biologischen Dünger verwendet werden anscheinend auch Pflanzenreste.

#### Internationale Zusammenarbeit im Bereich Bioanbau
Im Bereich Bioanbau kommt es häufig zu Zusammenarbeit zwischen Nordkorea und internationalen Organisationen. Ein Beispiel für ein solches Projekt ist die Modellkolchose in Pisan-Ri, die in Zusammenarbeit mit der Hanns-Seidel-Stiftung betrieben wird. Pisan-Ri liegt in dem Kreis Anbyon, südlich von Wonsan, und ist als Rastplatz für Kraniche auf ihrem jährlichen Wanderung in den wärmeren Süden bekannt, welcher sehr stark von den Umweltzerstörung bedroht war. Bei diesem Projekt soll daher nicht nur die ökologische Landwirtschaft, sondern auch die biologische Vielfalt und die Umwelt gestärkt werden. Zielsetzung des Projekts ist es, die Artenvielfalt in der Region zu erhalten. Die Hanns-Seidel-Stiftung kooperiert dabei seit 2008 mit der International Crane Foundation, Birdlife International und der agrarwirtschaftlichen Akademie der Wissenschaften in Nordkorea.

### Kleingartenlandwirtschaft

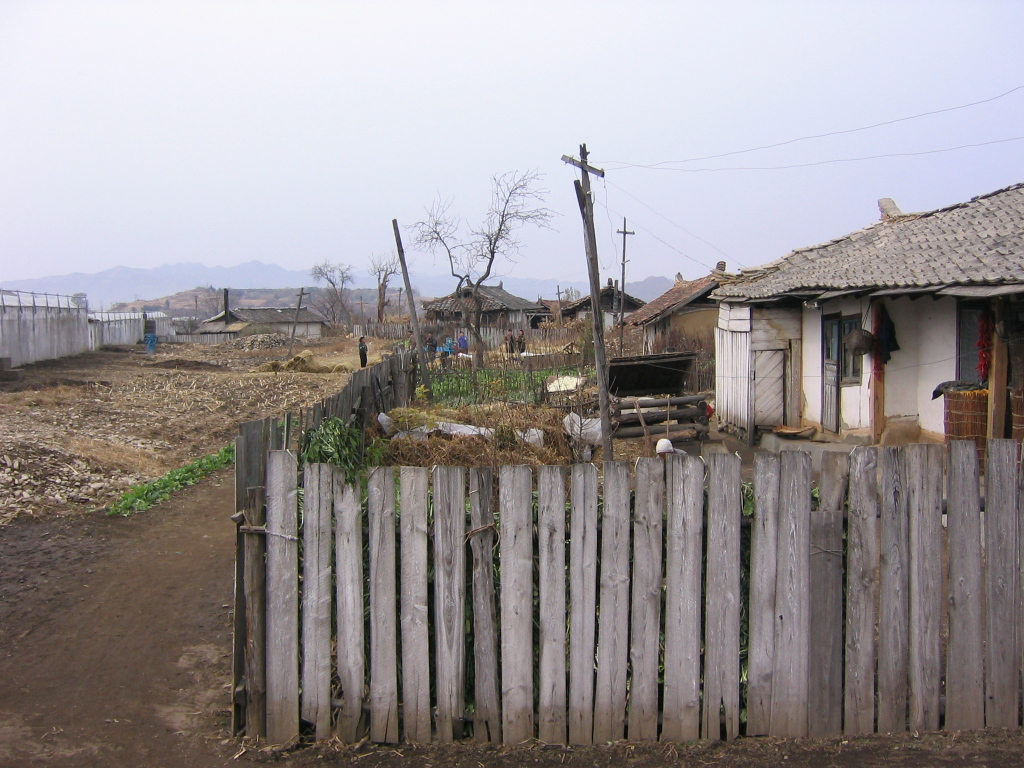
Privater Anbau von Gemüse

Die politische Führung hat immer wieder versucht, Privatgärten zum Anbau von Pilzen, Kohl etc. zu nutzen, um die Nahrungsmittelknappheit zu überwinden. Nach Angaben von Besuchern in Nordkorea sind diese Empfehlungen tatsächlich befolgt worden.

### Abschließende Bewertung
Durch die neuen Anbaumethoden konnten tatsächliche Ertragssteigerungen erzielt werden. Die Kartoffel-, die Reis- und die Maisproduktion konnten erhöht werden, und Nordkorea konnte innerhalb der letzten 20 Jahren einen stärkeren Grad an Autarkie erreichen. Es ist möglich, dass auf diese Weise die Nahrungsmittelimporte aus China 2013 und 2014 reduziert werden konnten. Dennoch bedeutet das nicht, dass die Ernährungsproblematik in Nordkorea gelöst werden konnte. Die Mangelernährung ist nach wie vor ein bedeutendes Problem für Nordkorea. Es sind nach wie vor 30 % der Bevölkerung unterernährt, und gerade Proteine und Fette fehlen.